# كورت وولف
كورت وولف (بالألمانية: Kurt Wolff)‏ هو ناشر وصحفي ألماني، ولد في 3 مارس 1887 في بون في ألمانيا، وتوفي في 21 أكتوبر 1963 في لودفيغسبورغ في ألمانيا.
وُلِد وولف في بون، بروسيا الراينية؛ وكانت والدته تنتمي إلى عائلة يهودية ألمانية. تزوج إليزابيث كارولين كلارا ميرك (1890-1970)، من شركة دارمشتات للأدوية، في عام 1909. وبالتعاون مع إرنست روولت، بدأ وولف العمل في مجال النشر في لايبزيغ في عام 1908. وكان أول من روج ونشر أعمال فرانز كافكا وفرانز ويرفيل، لكنه رفض نشر أعمال أكسل مونتي. ساعد اتصال وولف الوثيق بكتاب آخرين في براغ ودعمه للكتاب المجهولين ولكن الموهوبين، في تطوير أصدقاء كافكا، ماكس برود وفيليكس ويلتش، الذين كانا أكثر شهرة في برلين وألمانيا.
في عام 1929، نشر وولف كتاب التصوير الفوتوغرافي وجه عصرنا بقلم أغسطس ساندر.
في عام 1941، غادر وولف وزوجته الثانية هيلين موزيل ألمانيا وهاجرا إلى باريس ولندن ومونتانيولا وسان تروبيه ونيس، وأخيرًا بمساعدة فاريان فراي إلى مدينة نيويورك. لاحقًا في ميونيخ وفلورنسا والولايات المتحدة، أنشأ وولف العديد من دور النشر. في الولايات المتحدة، أسس هو وهيلين دار نشر بانثيون في عام 1942، والتي أصبحت مشهورة. أداروا لاحقًا دار نشر هيلين وكورت وولف في هاركورت بريس يوفانوفيتش. استقر وولف في سويسرا في الخمسينيات. توفي بعد حادث قيادة ودُفن مع هيلين في مارباخ بألمانيا.
جائزة هيلين وكورت وولف للمترجمين سميت تكريمًا له ولزوجته. ابنه، كريستيان وولف، هو موسيقي طليعي مشهور. كتب حفيده ألكسندر (ابن نيكولاس) تاريخًا عائليًا نُشر في عام 2021 تحت عنوان "نهاية الكتاب: قصة عائلية عن الكتب والحرب والهروب والوطن".

## المحفوظات الادبية
تحتفظ مكتبة بينيكي للكتب والمخطوطات النادرة بجامعة ييل بأرشيف كيرت وولف، 1907-1938. تحتوي المجموعة على حوالي 4100 رسالة ومخطوطة من ملفات دار نشر كيرت وولف من عام 1910 إلى عام 1930. يتوفر جزء من أرشيف كيرت وولف حاليًا عبر الإنترنت.